# Johannes Gabriel Perboyre

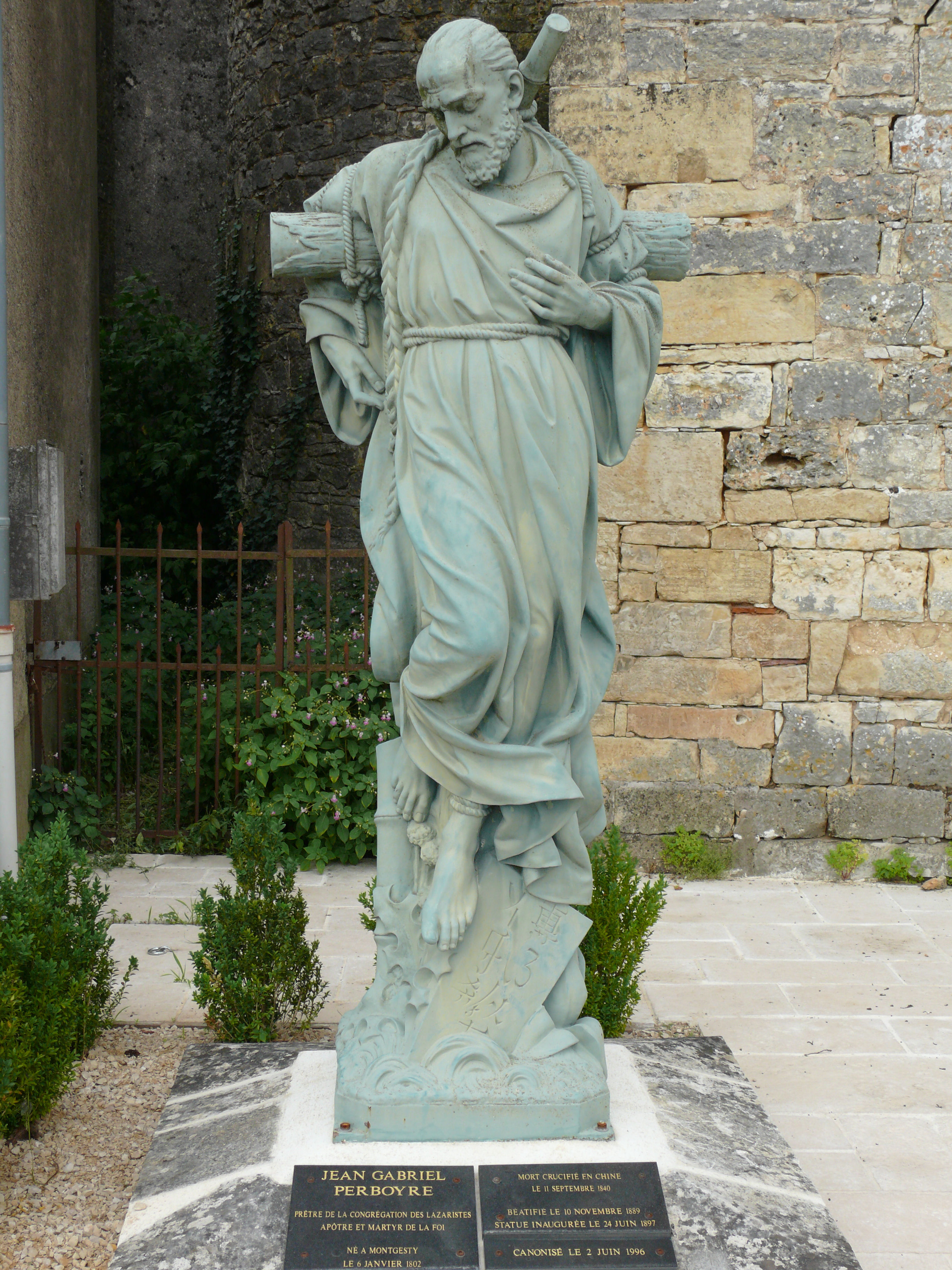
Statue des Heiligen

Heiliger Johannes Gabriel Perboyre CM (franz. Jean-Gabriel Perboyre, * 6. Januar 1802 in Puech, Frankreich; † 11. September 1840 in China) war ein französischer Ordenspriester und Märtyrer.

## Leben und Wirken
Er wurde als erster Sohn von Pierre Perboyre und Maria Rigal in Le Puech auf dem Bauernhof des Vaters geboren. Seine Familie war streng religiös. Von seinen vier Schwestern und drei Brüdern wurden zwei Brüder ebenfalls Lazaristen und zwei Schwestern traten den Barmherzigen Schwestern bei.
Johannes Gabriel trat 1818 in den Lazaristenorden ein und legte 1820 seine Gelübde ab. 1826 wurde er vom Bischof Louis Dubourg zum Priester geweiht. Danach wurde er Professor für Dogmatik am Seminar von Saint Flour, später Seminardirektor. Darauffolgend wurde er 1830 zum Novizenmeister von Paris ernannt. Auf seinen eigenen Wunsch hin, und nach dem Tod seines einen Bruders auf der Chinamission, war Johannes Gabriel ab 1835 als Missionar in den chinesischen Provinzen Honan und Hupe tätig. Der Generalsuperior des Ordens, Pater Dominique Salhorgne († 1836), verabschiedete ihn persönlich. Wegen seines christlichen Wirkens wurde er in China 1839 verhaftet und musste in der Folgezeit furchtbare Qualen und Folterungen in verschiedenen Gefängnissen durchstehen. 1840 wurde er schließlich an einem Kreuz erhängt und erdrosselt. Die Christen aus der Region konnten seinen Leichnamen vom Schafsrichter freikaufen. Er ruht seit 1860 in der Ordenszentrale der Lazaristen in Paris.
Als Papst Gregor XVI. über seinen Tod informiert wurde, befahl er die Eröffnung eines Seligsprechungsverfahrens durch seinen Orden. Perboyre wurde am 10. November 1889 von Papst Leo XIII. selig- und am 2. Juni 1996 von Papst Johannes Paul II. heiliggesprochen. Er ist der erste Heilige der katholischen Kirche in China und sein Fest wird am 11. September gefeiert.